# Blas de Lezo
Blas de Lezo y Olavarrieta (3 de febrer de 1689, Pasaia - 7 de setembre de 1741, Cartagena) Fou un almirall basc espanyol recordat per a la batalla de Cartagena de Indias (1741) al virregnat de Nova Granada, on les forces imperials espanyoles sota el seu comandament van derrotar decisivament un gran Flota d'invasió britànica l'almirall Edward Vernon. Fou un dels més grans estrategs de la història de la Reial Armada Espanyola.
Guanyador de les batalles navals contra els holandesos, els anglesos, els francesos i els pirates, també és conegut a Espanya amb el sobrenom de Patapalo (cama de fusta) i més tard de Mediohombre (mig home) per les nombroses ferides rebudes durant la seva llarga vida militar.
Al llarg de la seva carrera naval, Lezo va patir moltes ferides greus; va perdre l'ull esquerre, la mà esquerra, la mobilitat total del braç dret i li van amputar la cama esquerra in situ després de ser colpejat pel projectil d'un canó. Va rebre les seves ferides i limitacions físiques com a medalles, negant-se a portar un pegat per amagar el seu ull cec. El fet de portar la seva història de batalles passades a la seva carn li va fer guanyar el respecte dels seus companys i soldats.
La defensa de Cartagena d'Índies per part de Lezo contra una flota britànica molt més gran va consolidar el seu llegat com una de les figures més heroiques de la història d'Espanya. Sovint és reconegut com un dels més grans estrategs de la història naval.

## Carrera militar
Blas de Lezo i Olavarrieta va començar la seva carrera l'any 1701 com a guardiamarina a la marina francesa, sota les ordres del comte de Tolosa. Aleshores només tenia dotze anys. L'any 1704 participà, com a tripulant de la flota francoespanyola, a la batalla de Vélez-Málaga durant la Guerra de Successió, on va ser colpejat a la cama esquerra per una bala de canó obligant a l'amputació d'urgència. El seu coratge durant la batalla així com durant l'operació li va valer la promoció d'ensenya per Lluís XIV.
Després va participar en l'alliberament de Peníscola assetjada per les tropes austròfiles i en l'ajuda de Palerm, que es trobava en la mateixa situació. Per haver-se distingit en combat, va ser ascendit a tinent.
Després del setge de Barcelona de 1705, la ciutat va quedar en mans dels partidaris de Carles III. Blas de Lezo és l'encarregat de proveir els insurgents per preparar el proper atac terrestre. Per a aquesta missió, va triar quatre pinasses, que eren més maniobrables que els pesats vaixells de línia de l'almirall Rooke. A bord d'aquests vaixells anomenats: Renard, Lapin, Sanglier i Lièvre (Guineu, Conill, Porc senglar i Llebre, en francès al text), va mostrar un gran enginy per fugir de les patrulles angleses: per exemple, per evitar que els artillers enemics poguessin apuntar, arrossegava palla humida a la qual calia foc per tal de crear un espès núvol de fum. Quan li tocava disparar, escollia boles buides, que omplia amb material inflamable per tal d'encendre foc a les naus enemigues. Llavors la tripulació s'hagué d'encarregar d'apagar els focs i abandonar la persecució, deixant la carretera lliure per continuar la missió d'avituallament.

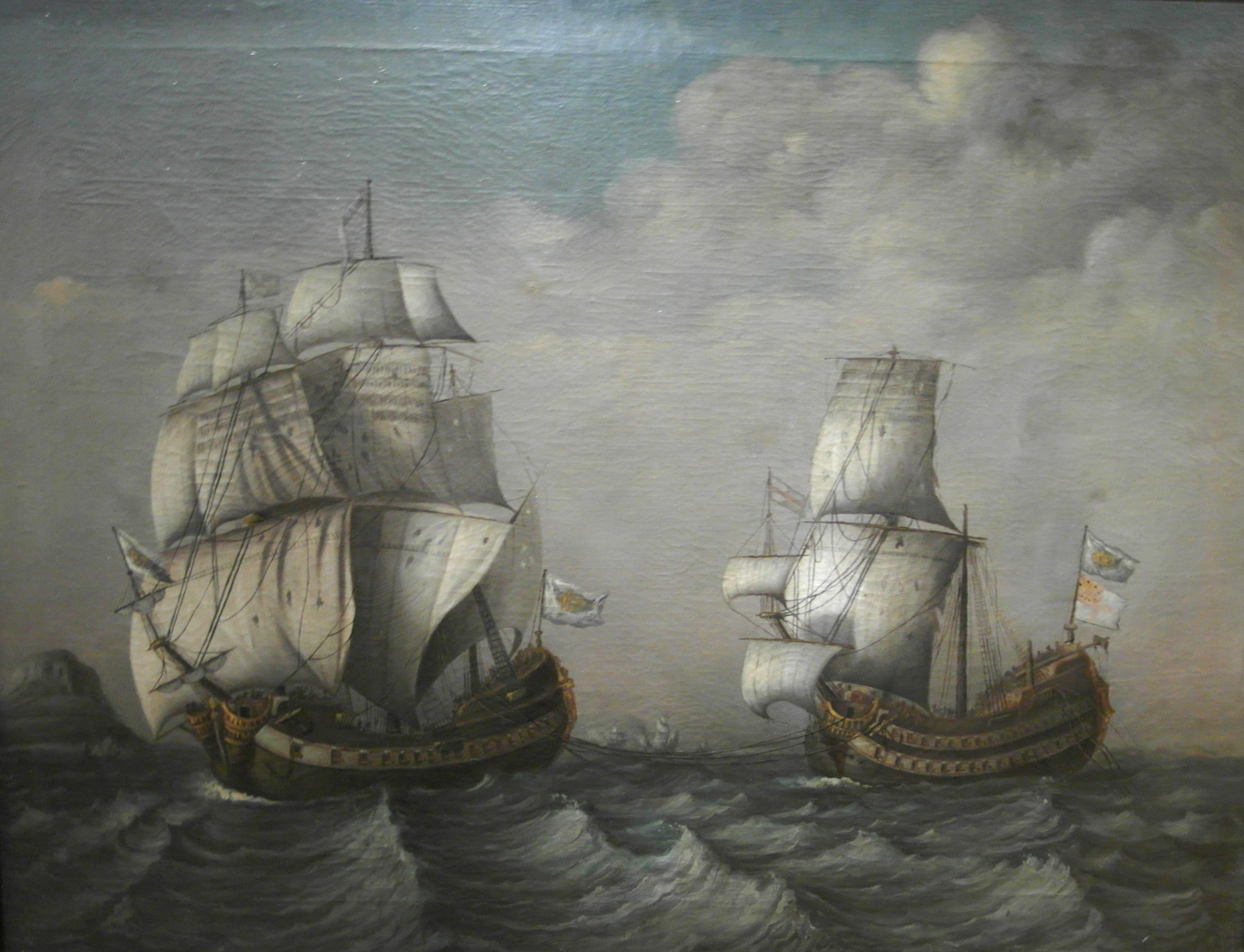
La fragata de Blas de Lezo remolcant lStanhope

Encara a la marina del comte de Tolosa, a bord de la seva pinassa Renard va vencer amb èxit al vaixell anglès Resolution, de 80 canons, que els seus ocupants van preferir incendiar abans que veure'ls caure en mans franceses. Aquesta gesta comença a forjar la seva llegenda.
Al setge de Toló l'any 1707, es va incorporar a la defensa del fort Santa-Catherine. Aquesta batalla li va costar l'ull esquerre, una estella provocada per una bala de canó de la marina anglesa que havia colpejat la retina. Aquesta lesió el va deixar cec de per vida.
Després va ser destinat a Rochefort on va patrullar el Golf de Biscaia a bord de la Valor, un vaixell de 38 canons i encara s'hi il·lustra capturant 10 vaixells anglesos, inclosa la Stanhope de 70 canons.
El 1711 va ingressar a la Marina espanyola i va servir al comandament d'Andrés de Pez.
El 1713 fou ascendit a capità.
El 1714 va participar en el setge de Barcelona i hi va perdre l'ús del braç dret després de rebre un tret de mosquet. Així és com es va guanyar el seu sobrenom «mig home» (mediohombre) després de perdre una cama, un ull i l'ús d'un braç, tot als 25 anys.

## Almirall
Al final de la Guerra de Successió, se li va donar el 16 de febrer de 1723, el títol de general de l'Armada de Sa Catòlica Majestat i cap de l'Esquadra del Mar del Sud. Patrullant el Pacífic, va perseguir i destruir vaixells pirates britànics i holandesos al llarg de les costes d'Amèrica, capturant dotze vaixells.
L'any 1725 Blas de Lezo es va casar al Perú. Va tornar a Espanya el 1730 per ser ascendit a comandant de la flota mediterrània. Després va anar a Gènova per reclamar els dos milions de pesos que devia la República de Gènova a Espanya. Considerant que estava en joc l'honor de la bandera espanyola, no dubta a amenaçar de bombardejar la ciutat.
El 1732, va comandar una flota de 54 vaixells que van acompanyar José Carrillo de Albornoz i 30.000 homes per recuperar la ciutat d'Orà de l'Imperi Otomà. Hassan Bay aconsegueix reunir les seves tropes i envolta la ciutat. Lezo torna al rescat amb sis vaixells i 5.000 homes i persegueix els bàrbars després d'una dura lluita. No content amb això, encara va conduir el Santiago, el seu vaixell insígnia de 60 canons, al refugi de corsaris, un baluard defensat per dos forts i 4.000 Maures a la badia de Mostaganem (actual Algèria), i infligit a la ciutat i als dos forts danys elevats. A l'espera de reforços d'Orà, va mantenir un bloqueig naval durant els mesos següents, però una epidèmia el va obligar a tornar a Cadis.

## Tinent General
El 1734 el rei el va nomenar tinent general de la marina espanyola. Va tornar a Amèrica amb els vaixells Fuerte i Conquistador el 1737 com a governador de Cartagena. El 1739, la Guerra de l'Orella de Jenkins va enfrontar el Regne de Gran Bretanya contra Espanya. El març de 1741, l'almirall Edward Vernon i el general Thomas Wentworth amb una flota de 186 vaixells, amb uns 2.000 canons i portant un exèrcit de 23.600 homes, van assetjar Cartagena. Blas de Lezo només tenia 3.000 soldats, 600 arquers indis i les tripulacions dels seus sis vaixells de línia per oposar-s'hi. Malgrat tot, Blas de Lezo pot comptar amb la sòlida defensa de la ciutat, la seva meticulosa preparació i la seva experiència dels 22 combats realitzats fins ara.
La colossal batalla va durar 67 dies. La derrota de les forces britàniques va ser encara més humiliant. Però Blas de Lezo moriria pocs mesos després d'aquesta defensa que va ser la seva màxima victòria. Una epidèmia de pesta, provocada pels milers de cadàvers sense enterrar després de la batalla (la majoria anglesos) en va ser la causa. Tot i que va morir a Cartagena de Indias, no se sap a hores d'ara on va ser enterrat.

## Mort
Blas de Lezo va morir quatre mesos després de la batalla de Cartagena de Indias i una font contemporània indica que la seva causa de mort va ser el tifus epidèmic: "unas calenturas, que en breves días se le declaró tabardillo". Es desconeix el lloc de la seva tomba.
Més tard fou homenatjat per la seva part en el setge de Cartagena d'Índies; una plaça i una avinguda de la moderna ciutat de Cartagena porten el seu nom. Davant del Castillo San Felipe de Barajas s'alça una estàtua moderna. L'any 2011, durant una conferència sobre el lloc de Blas de Lezo en la història i en commemoració del 270 aniversari de la defensa de Cartagena de Indias, es va col·locar una placa a la paret de la plaça dels "Coches", al costat del portal de la Torre del Rellotge. El novembre de 2014 es va erigir una estàtua de Lezo de 35.000 quilos a la plaça Colón de Madrid.